# VEB Wittol Lutherstadt Wittenberg

Logo des VEB Wittol

Bohnerwachs „Schnellglanz“

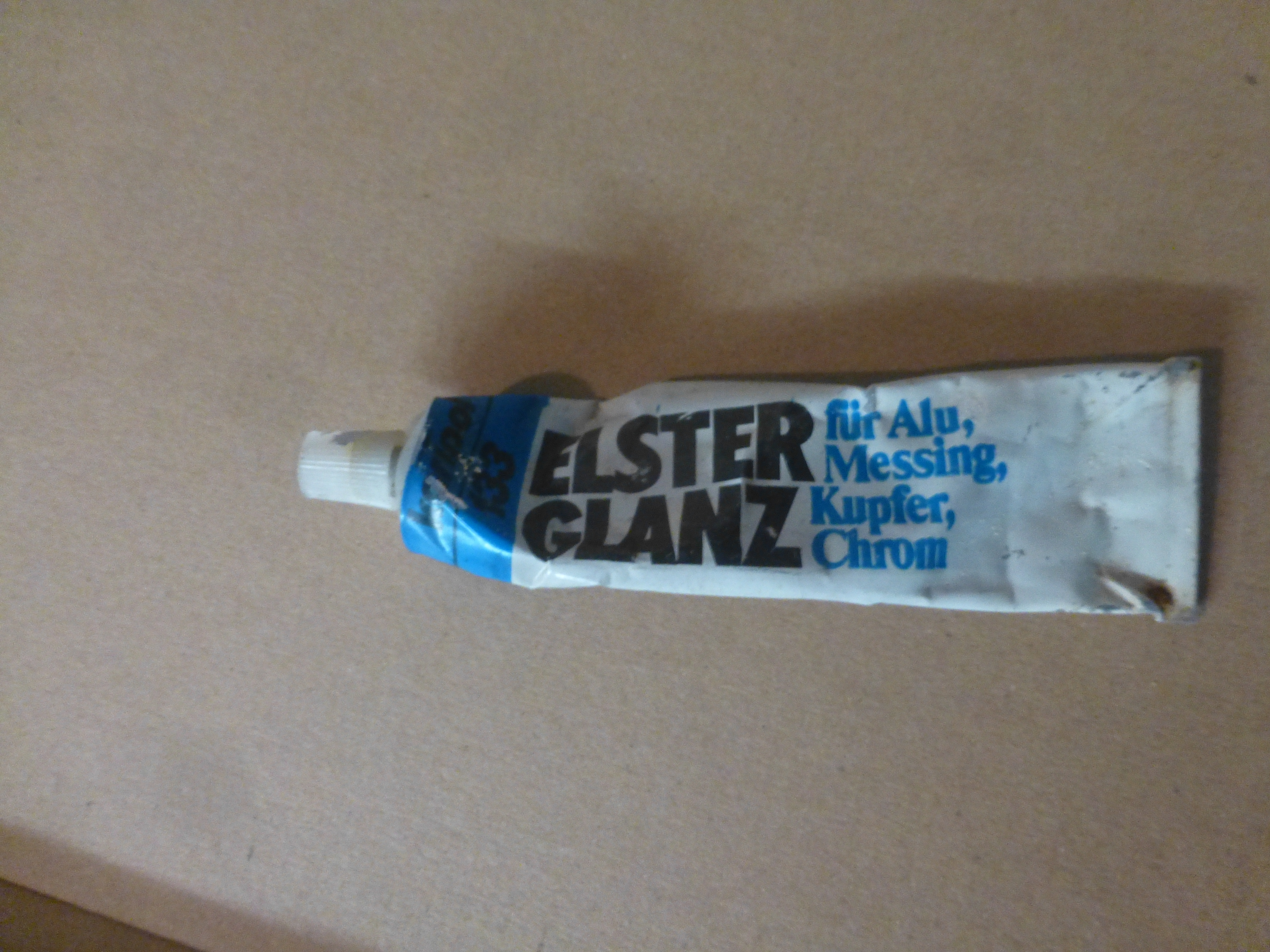
Karipol 133 (Elsterglanz), hergestellt im VEB Wittol Lutherstadt Wittenberg (Betriebsteil Autopflegemittelfabrik Leipzig, Karipol), 1985

Der VEB Wittol Lutherstadt Wittenberg war ein Volkseigener Betrieb (VEB), der Reinigungsmittel sowie Kerzen jeglicher Art herstellte. Zu Wittol gehörten weitere Filialbetriebe in umliegenden Ortschaften. 

## Geschichte
Im Jahr 1890 wurde die Firma Dr. Thompson-Seifenwerke in Wittenberg gegründet. Mit der Marke Schwan avancierte das Unternehmen bald zu einem führenden Seifenhersteller in Deutschland.
1910 wurden ebenfalls in Wittenberg die Sidol-Werke gegründet, die auf dem Höhepunkt ihrer Entwicklung mehr als 1500 Mitarbeiter beschäftigten.
Nach dem Zweiten Weltkrieg wurden beide Betriebe 1948 zu Volkseigenen Betrieben verstaatlicht. Im Jahr 1951 erfolgte die Zusammenlegung zum VEB Haushaltchemie Wittenberg und 1955 eine Umbenennung in VEB Wittol. In diesem Zusammenhang wurden zusätzliche Produktionsstätten zur Kerzenherstellung und Schuhpflegemittel in Wittol integriert wie die Kerzenfabrik in Ebersbach, die sich auf Teelichte spezialisiert hatte. Im Jahr 1984 wurde der Betrieb VEB Wittol dem Petrolchemischen Kombinat angegliedert.
Nach der Wende, 1990 wurde der Betrieb privatisiert und als GmbH weitergeführt. Bald erfolgte die Aufspaltung in die Eg-Gü (Schuhpflegemittel) und die wittol GmbH. Im Jahr 1999 übernahm die KRUSE-Unternehmensgruppe (NRW) die Wittol Chemie GmbH.
Wittol fusionierte 2002 mit Domal in Stadtilm zu Domal Wittol. 2011 endete die Produktion in Wittenberg. Die Markenrechte für Wittol liegt heute bei der polnischen Global Cosmed.

## Produkte (Auswahl)
- Polierpaste Elsterglanz
- Schuhpflegemittel
- Fußbodenreiniger
- Bohner- und Wischwachs
- Putzmittel
- andere Reinigungsmittel
- Haushaltskerzen und Teelichte